# Jenny Unger
Jenny Unger, geborene Jenny Brauer (* 11. Februar 1983 in Marburg) ist eine deutsche Basketballspielerin und -trainerin. Sie stammt aus einer Basketballfamilie. Ihre Eltern spielten Basketball, ihr Bruder spielte unter anderem beim TV Lich und ihr Vater Hans Brauer trainierte unter anderem die Erstligamannschaft des BC Marburg in der Saison 2004/2005.

## Spielerkarriere
Jenny Unger erlernte das Basketballspielen in Marburg und spielte dort bis 2006, zuletzt im Bundesligateam des BC Marburg. Nach dem Abitur studierte sie 2 Jahre in Edmonton (Kanada) und spielte dort bei den Mac Ewan Griffins Edmonton. Zur Saison 2008/2009 kehrte sie nach Marburg zum dortigen Erstligisten BC Marburg zurück. Dort wurde sie auf den Positionen 2 (Shooting Guard) und 3 (Small Forward) eingesetzt. Zur Saison 2010/2011 wechselte Jenny Brauer zu den Bender Baskets Grünberg, dem Kooperationspartner des BC Marburg, in die 2. Bundesliga. Zur Saison 2013/2014 kehrte sie zum BC Marburg zurück und verstärkte das Regionalligateam.

## Trainerkarriere
Als Trainerin der weiblichen U19 des TSV Grünberg gewann Jenny Unger 2011 den Deutschen Pokal, der bei der weiblichen Jugend U19 anstatt einer Deutschen Meisterschaft ausgespielt wird. In der Saison 2011/2012 trainierte sie zusätzlich zu ihrer Spielertätigkeit zusammen mit ihrem Vater Hans Brauer das Team Mittelhessen. In der Saison 2012/13 war sie Headcoach des Teams Mittelhessen, welches in der Weiblichen-Nachwuchs-Bundes-Liga antritt und seinerzeit aus U-17-Spielerinnen der Mannschaften des TSV Grünberg und des BC Marburg zusammengesetzt war. Mit dem Team Mittelhessen wurde sie Deutscher Vizemeister 2013.

## Persönliches
Jenny Unger ist mit Patrick Unger verheiratet, der von 2013 bis 2020 das Bundesligateam des BC Marburg als Chefcoach und von 2018 bis 2020 die Damen-A-Nationalmannschaft trainierte. Sie hat zwei Kinder.